# Program Viking
Program Viking je Nasin vesoljski program, ki vsebuje dve vesoljski sondi (Viking 1 in 2) in katerega namen je raziskovanje površine Marsa oz. izvedba bioloških eksperimentov na površju Marsa s ciljem iskanja sledi življenja. Obe sondi sta bili enaki in sta opravili enake eksperimente na različnih področjih površine Marsa. Viking 1 je opravil eksperimente v bližini ekvatorjalnega pasu, Viking 2 pa v bližini severnega pola.

## Viking eksperiment
Viking 1 je prva od dveh vesoljskih sond, ki ju je NASA v okviru Programa Viking poslala na Mars. 	
Viking 1 je bil izstreljen 20. avgusta 1975. 19. junija 1976 se je orbiter vtiral v Marsovo tirnico, 20. julija se je od sonde ločil pristajalni modul, ki je čez nekaj ur pristal na površju. Na Zemljo je poslal fotografije planeta, opravil pa je tudi fizikalne in kemijske poskuse, med drugim je ugotavljal, če na Marsu obstaja življenje (slednjega ni našel).
Sonda je s fotografijo obraza na Marsu razburila javnost, saj so nekateri menili, da je to delo inteligentnih bitij.

### Plinski kromatograf - Masni spektrometer
S plinskim kromatografom so ločili posamezne izparele delce zemlje s površja Marsa in jih nato procesirali v masni spektrometer. S tem postopkom so določili zgradbo zemlje oz. zgradbo izpuščenih komponent pri segrevanju. Natančost postopka je bila možna na nivoju parih delcev na milijardo. S postopkom niso pridobili plodnih rezultatov, saj je bila veličina ogljikovih delcev še manjša kot na Luni, oz. karkšnikoli dokazi organskih snovi so bili kontaminanti prinešeni iz Zemlje.

### Plinska izmenjava
Namen tega eksperimenta je bil iskanje procesa izmenjave plinov. Izvedli so ga tako, da so primerku zemlje iz poršja Marsa v heliju pridodali tekoči kompleks organskih in anorganskih snovi. Živeči organizmi bi procesirali snovi in oddali pline, ki bi se jih tekom eksperimenta s plinskim kromatografom izmerilo. Hipoteza je velela, da če bi prišlo do izpusta kisika, ogljikovega dioksida, dušika, vodika ali metana, bi možnost obstoja metaboliznih organizmov obstajala. Poskus je prinesel negativne rezultate.

### Označeni izpust
Slednji eksperiment je bil najmočnejši izmed vseh eksperimentov po teži dokaza življenja. Vzorec zemlje s poršine Marsa bi izpostavili kapljici zelo razredčene vodne raztopine hranilnih snovi, ki je bil izpostavljen radioaktivnemu 14C. V primeru prisotnosti mikroogranizmov bi se hranilne snovi raztopine prebavile in v atmosfero znotraj eksperimentalnega okolja bi vstopil radioaktivni plin. Ta eksperiment je bil začuda, saj sta prejšnja dva negativne rezultate prikazala, pozitiven.

### Pirolitski izpust
Pri tem poskusu so simulirali atmosfero Marsa z dodatkom svetlobe, vode in ozračjem napolnjenim z ogljikovim mono in dioksidom, ki so ju pridobili iz 14C. Namen poskusa je bil dokaz obstoja fotosintetskih organizmov. Če bi le-ti obstajali, bi izrabili  del ogljika pri metabolnem procesu. Po nekajdnevni inkubaciji vzorca zemlje so ga speklo pri 650 °C in zbrali produkte ter izmerili radioaktivnost. Med fotosintezo se ogljik spremeni v biomaso, ki je izparljiva. Poskus je prinesel negativne rezultate.

## Zaključek
Iz rezultatov so pri NASI potegnili zaključek, da obstaja na površju Marsa nam neznan superoksidant, ki je nastal zaradi stalne izpostavitve UV svetlobe in močnih površinskih vetrov. Na Zemljo ga ni možno prenesti, saj bi zaradi vlage na našem planetu bil takoj kontaminiran in uničen. 